# Cernica (okręg Ilfov)
Cernica – wieś w Rumunii, w okręgu Ilfov, w gminie Cernica. W 2011 roku liczyła 3136 mieszkańców.